# Eduardo Marques
Eduardo Marques (nacido el 26 de junio de 1976) es un exfutbolista brasileño que se desempeñaba como delantero.
Jugó para clubes como el Santos, Sport Recife, Guarani, Os Belenenses, Grêmio, Hapoel Tel Aviv, Maccabi Tel Aviv y Shonan Bellmare.

## Trayectoria

### Clubes
| Club                   | País          | Año         |
| ---------------------- | ------------- | ----------- |
| Santos                 | Brasil        | 1997 - 2000 |
| Sport Recife           | Brasil        | 2001        |
| Guarani                | Brasil        | 2001        |
| Santos                 | Brasil        | 2002        |
| Os Belenenses          | Portugal      | 2002        |
| Grêmio                 | Brasil        | 2003        |
| Hapoel Tel Aviv        | Israel        | 2004        |
| Maccabi Tel Aviv       | Israel        | 2005        |
| Daegu FC               | Corea del Sur | 2006        |
| Zhejiang Greentown     | China         | 2007        |
| Shonan Bellmare        | Japón         | 2007        |
| APOP Kinyras Peyias FC | Chipre        | 2008 - 2009 |
| Aris de Limassol       | Chipre        | 2009        |
| AEP Paphos FC          | Chipre        | 2010 - 2011 |